# Пружанське церковне намісництво
Пружанське намісництво (деканат) — церковно-адміністративна округа Берестейського крилоса Володимирської єпархії.
У 1729 році охоплювало 20 парафії. Міських парафій 8.